# (48416) Carmelita
(48416) Carmelita est un astéroïde de la ceinture principale.

## Description
(48416) Carmelita est un astéroïde de la ceinture principale. Il fut découvert le 24 janvier 1988 à l'Observatoire Palomar par Carolyn S. Shoemaker et Eugene M. Shoemaker. Il présente une orbite caractérisée par un demi-grand axe de 2,94 UA, une excentricité de 0,24 et une inclinaison de 16,7° par rapport à l'écliptique.

## Compléments